# Celeus elegans
El carpintero elegante o carpintero castaño (Celeus elegans) es una especie de ave piciforme de la familia de los pájaros carpinteros (Picidae). Su área biogeográfica comprende Colombia, Venezuela, sur de Guyana, Ecuador, Bolivia y norte de Brasil, y Trinidad. 
Su hábitat es la selva cerrada. Construye el nido en un árbol muerto; es una cámara de 30 centímetros de profundidad donde pone tres huevos blancos. 
Esta especie mide 28 centímetros de largo y pesa 127 g. Las parte superiores son de color castaño con los flancos amarillentos y una cresta amarilla. Las alas y cola son negras y el pico amarillo marfil. El macho tiene una raya malar roja, el resto del plumaje no presenta dimorfismo sexual.
Se alimenta principalmente en los árboles y arbustos de insectos, incluso termitas, y frutas. Es una especie ruidosa en su canto con un áspero graznido. Ambos sexos tamborilean. 

## Subespecies
- Celeus elegans citreopygius
- Celeus elegans deltanus
- Celeus elegans elegans
- Celeus elegans hellmayri
- Celeus elegans jumana
- Celeus elegans leotaudi: es una subespecie de Trinidad, más pequeña, más pálida, y más luminosoa en su plumaje que las subespecies del continente. Las subespecies se diferencian por la coloración de la cresta.